# Gran Premio motociclistico di Spagna 1966
Il Gran Premio motociclistico di Spagna fu il primo appuntamento del motomondiale 1966.
Si svolse l'8 maggio 1966 sul Circuito del Montjuïc. Tre le classi in programma: 50, 125 e 250.
In 250, dominio di Mike Hailwood, che lasciò tutti gli altri (tra cui Renzo Pasolini, al suo primo podio mondiale) ad almeno un giro di distacco. Ritirati Tarquinio Provini, Ginger Molloy, Phil Read e Bill Ivy.
In 125, Bill Ivy vince, mentre il compagno di Marca Phil Read dopo aver segnato il giro più veloce ebbe alcuni problemi tecnici che lo relegarono al quarto posto finale.
Nella 50, Luigi Taveri vinse davanti ad Hans-Georg Anscheidt e Ralph Bryans.
In occasione del GP, si svolse una gara nazionale riservata alle classe 250 "Sport", vinta da Luis Yglesias su OSSA.

## Classe 250
37 piloti alla partenza, 10 al traguardo.

### Arrivati al traguardo
| Pos | Pilota           | Moto      | Tempo      | Punti |
| --- | ---------------- | --------- | ---------- | ----- |
| 1   | Mike Hailwood    | Honda     | 1h 03' 26" | 8     |
| 2   | Derek Woodman    | MZ        | +1 giro    | 6     |
| 3   | Renzo Pasolini   | Aermacchi | +1 giro    | 4     |
| 4   | Jack Findlay     | Bultaco   | +1 giro    | 3     |
| 5   | Kent Andersson   | Husqvarna | +2 giri    | 2     |
| 6   | Heinz Rosner     | MZ        | +2 giri    | 1     |
| 7   | Ramiro Blanco    | Bultaco   | +2 giri    |       |
| 8   | Martin Carney    | Bultaco   | +3 giri    |       |
| 9   | Grant Gibson     | Yamaha    | +3 giri    |       |
| 10  | Anders Bengtsson | Husqvarna | +4 giri    |       |

### Ritirati
| Pilota            | Moto          | Motivo ritiro |
| ----------------- | ------------- | ------------- |
| Tarquinio Provini | Benelli       |               |
| Percy Tait        | Royal Enfield |               |
| Rex Avery         | EMC           |               |
| Phil Read         | Yamaha        |               |
| Bill Ivy          | Yamaha        |               |
| Jim Redman        | Honda         |               |
| Bruce Beale       | Honda         |               |
| Tommy Robb        | Bultaco       |               |
| Ginger Molloy     | Bultaco       |               |
| Derek Minter      | Cotton        |               |
| Jacques Roca      | Derbi         |               |
| Gilberto Milani   | Aermacchi     |               |
| Francesco Villa   | Montesa       |               |
| Enrique Sirera    | Montesa       |               |
| Santiago Herrero  | Lube-NSU      |               |
| Angel Sanjuán     | Bultaco       |               |
| Fron Purslow      | DMW           |               |
| Jorgen Nielsen    | Yamaha        |               |
| Luis Tarazona     | Bultaco       |               |
| Salvador Cañellas | Montesa       |               |
| Barry Smith       | Derbi         |               |
| Enrique Escuder   | Bultaco       |               |
| J. Rodés          | Sanglas       |               |
| Carlos Vecchi     | Bultaco       |               |
| Dave Simmonds     | Honda         |               |
| José Medrano      | Bultaco       |               |

## Classe 125
36 piloti alla partenza, 12 al traguardo.

### Arrivati al traguardo
| Pos | Pilota          | Moto    | Tempo      | Punti |
| --- | --------------- | ------- | ---------- | ----- |
| 1   | Bill Ivy        | Yamaha  | 54' 33" 07 | 8     |
| 2   | Luigi Taveri    | Honda   | +17" 68    | 6     |
| 3   | Ralph Bryans    | Honda   | +43" 16    | 4     |
| 4   | Phil Read       | Yamaha  | +51" 32    | 3     |
| 5   | Francesco Villa | Montesa | +1' 23" 69 | 2     |
| 6   | José Medrano    | Bultaco | +1 giro    | 1     |
| 7   | Dave Simmonds   | Tohatsu | +1 giro    |       |
| 8   | Martin Carney   | Bultaco | +1 giro    |       |
| 9   | Bruce Beale     | Honda   | +1 giro    |       |
| 10  | Jorge Sirera    | Montesa | +2 giri    |       |
| 11  | Grant Gibson    | Bultaco | +2 giri    |       |
| 12  | A. Tassoni      | Tohatsu | +3 giri    |       |

### Ritirati
| Pilota              | Moto     | Motivo ritiro |
| ------------------- | -------- | ------------- |
| Rex Avery           | EMC      |               |
| Frank Perris        | Suzuki   |               |
| Hugh Anderson       | Suzuki   |               |
| Yoshimi Katayama    | Suzuki   |               |
| Derek Woodman       | MZ       |               |
| Heinz Rosner        | MZ       |               |
| Rudolf Kunz         | Bultaco  |               |
| Tommy Robb          | Bultaco  |               |
| Ginger Molloy       | Bultaco  |               |
| Angel Sanjuán       | Bultaco  |               |
| José Maria Busquets | Montesa  |               |
| George F. Ashton    | Honda    |               |
| Fron Purslow        | Ducati   |               |
| Jack Findlay        | Bultaco  |               |
| Jacques Roca        | Bultaco  |               |
| Gastón Biscia       | Bultaco  |               |
| Eglis Sagrera       | Bultaco  |               |
| K. Samardjian       | Bultaco  |               |
| Abel Cucurella      | Bultaco  |               |
| Salvador Cañellas   | Derbi    |               |
| Barry Smith         | Derbi    |               |
| Enrique Escuder     | Bultaco  |               |
| Santiago Herrero    | Lube-NSU |               |
| Ramiro Blanco       | Bultaco  |               |

## Classe 50
18 piloti alla partenza, 9 al traguardo.

### Arrivati al traguardo
| Pos | Pilota               | Moto   | Tempo      | Punti |
| --- | -------------------- | ------ | ---------- | ----- |
| 1   | Luigi Taveri         | Honda  | 29' 19" 20 | 8     |
| 2   | Hans-Georg Anscheidt | Suzuki | +11" 62    | 6     |
| 3   | Ralph Bryans         | Honda  | +13" 67    | 4     |
| 4   | Hugh Anderson        | Suzuki | +17" 45    | 3     |
| 5   | Ángel Nieto          | Derbi  | +1' 58" 7  | 2     |
| 6   | Barry Smith          | Derbi  | +1 giro    | 1     |
| 7   | Martin Carney        | Derbi  | +1 giro    |       |
| 8   | George F. Ashton     | Honda  | +1 giro    |       |
| 9   | Enrique Escuder      | Derbi  | +2 giri    |       |

### Ritirati
| Pilota              | Moto     | Motivo ritiro |
| ------------------- | -------- | ------------- |
| Yoshimi Katayama    | Suzuki   |               |
| Rudolf Kunz         | Kreidler |               |
| José Maria Busquets | Derbi    |               |
| Jacques Roca        | Derbi    |               |
| Jorgen Nielsen      | Derbi    |               |
| Salvador Cañellas   | Derbi    |               |
| Jaime Garriga       | Derbi    |               |
| Francisco Cufi      | Derbi    |               |

## Fonti e bibliografia
- El Mundo Deportivo, 8 maggio 1966, pag. 9 e  9 maggio 1966, pag. 11.